# Fomépizole
Le fomépizole est un pyrazole utilisé comme antidote en cas d'intoxication, attestée ou suspectée, à l'éthylène glycol ou au méthanol. Il peut être utilisé seul ou en association avec une hémodialyse. Ce composé chimique a également été étudié en chimie de coordination.
Le fomépizole est un inhibiteur compétitif de l'alcool déshydrogénase, une enzyme du foie à l'origine de la toxicité du méthanol et de l'éthylène glycol :
- L'éthylène glycol HOH2C–CH2OH est converti par l'alcool déshydrogénase en glycolaldéhyde HOH2C–CHO, lequel donne successivement du glycolate HOH2C–COO−, du glyoxylate OHC–COO− et de l'oxalate −OOC–COO− ; ce sont ces deux derniers composés qui sont toxiques et responsables de l'acidose métabolique et des atteintes rénales observées lors d'une intoxication à l'éthylène glycol.
- Le méthanol CH3OH est converti par l'alcool déshydrogénase en formaldéhyde HCHO, lequel est à son tour converti en formiate HCOO− par la formaldéhyde déshydrogénase ; c'est ici le formiate qui est responsable de l'acidose métabolique et les troubles visuels observés lors d'une intoxication au méthanol.

Le fomépizole ralentit ainsi la formation des métabolites responsables des effets toxiques du méthanol et de l'éthylène glycol. Le foie peut alors les traiter au fur et à mesure de leur production en limitant leur accumulation dans les tissus tels que les reins et les yeux. Pour être efficace, le fomépizole doit être absorbé rapidement après l'ingestion du méthanol ou de l'éthylène glycol, avant que les métabolites toxiques n'aient le temps d'être produits. Il est mieux toléré que l'éthanol,, molécule se fixant de manière compétitive sur l'alcool déshydrogénase.
Ce médicament (accroît en revanche la toxicité)[réf. nécessaire]de l'éthanol CH3CH2OH, en ralentissant sa détoxication dans le foie par conversion en acétaldéhyde CH3CHO sous l'effet de l'alcool déshydrogénase.
Les céphalées et les nausées sont des effets secondaires courants associés à la prise de fomépizole.
Le fomépizole fait partie de la liste des médicaments essentiels de l'Organisation mondiale de la santé (liste mise à jour en avril 2013).